# Ставрово (Вязниковский район)
Ставрово — деревня в Вязниковском районе Владимирской области России, входит в состав муниципального образования посёлок Мстёра.

## География
Деревня расположена в 9 км на юг от центра поселения посёлка Мстёра и в 13 км на северо-запад от райцентра города Вязники.

## История
В XIX — первой четверти XX века деревня входила в состав Станковской волости Вязниковского уезда, с 1926 года — в составе Сарыевской волости. 
С 1929 года деревня входила в состав Налескинского сельсовета Вязниковского района, с 1940 года — в составе Станковского сельсовета, с 2005 года — в составе муниципального образования посёлок Мстёра.

## Население
| 1859 | 1905 | 1926 | 2002 | 2010 | 2021 |
| ---- | ---- | ---- | ---- | ---- | ---- |
| 332  | ↘140 | ↗160 | ↘16  | ↘12  | ↗23  |

## Известные уроженцы, жители
- Архангельский, Константин Фёдорович (1870—1906) — русский фармаколог.

## Инфраструктура
Личное подсобное хозяйство с зоной сельскохозяйственного использования, индивидуальная застройка усадебного типа.
В 1859 году в деревне числилось 52 двора, в 1905 году — 26 дворов, в 1926 году — 35 дворов.

## Транспорт
Автобусное сообщение с райцентром. Остановка общественного транспорта «Ставрово». 